# Neoplasia intraepiteliale endometriale
La Neoplasia intraepiteliale endometriale (EIN dall'inglese Endometrial intraepithelial neoplasia) è una lesione precancerosa del rivestimento dell'utero che anticipa alla comparsa dell'adenocarcinoma endometriale.  Si caratterizza per la presenza di cellule endometriali abnormi, derivanti dalle ghiandole che rivestono l'utero, che hanno la tendenzaa nel tempo a progredire nella più comune forma di cancro uterino, l'adenocarcinoma endometriale.

## Storia
Le lesioni della neoplasia intraepiteliale endometriale sono state scoperte grazie ai risultati di uno studio molecolare, istologico e clinico combinato iniziato negli anni '90. Questo studio ha presentato una chiara definizione della questa malattia. Si tratta di un grande gruppo misto di lesioni precedentemente chiamato "iperplasia endometriale". Tale classificazione fu presentata dalla World Health Organization nel 1994 ma a seguito dello studio la classificazione della malattia è stata separata in lesione benigna (iperplasia endometriale benigna) e precancerosa (EIN) in accordo con la loro evoluzione e la loro gestione clinica.
Le lesioni di tipo EIN non devono essere confuse con il non correlato carcinoma intraepiteliale sieroso (dall'inglese serous EIC) in quanto si tratta di uno stadio precoce di un differente tipo di tumore conosciuto come adenocarcinoma papillare sieroso che può comparire nella stessa zona dell'utero.

## Aspetti clinici
L'età media della diagnosi di EIN è di circa 52 anni, comparata con i 61 anni del carcinoma. In ogni caso, le tempistiche e la progressione fino al cancro non sono costanti tra le pazienti. Alcuni casi di EIN sono stati riscontrati come lesioni precancerose residuali in donne che già presentavano il carcinoma mentre altre lesioni EIN sono scomparse totalmente e non portano al cancro. Per questa ragione, i benefici del trattamento e i rischi ad esso associati devono essere presi in considerazione in base alla storia clinica del singolo soggetto e sotto la guida di un medico esperto.
I fattori di rischio di sviluppare l'EIN e il tipo di carcinoma endometriale includono l'esposizione agli estrogeni senza opposizione a progestinici, obesità, diabete e rare condizioni ereditarie come il cancro colorettale ereditario non poliposico. Fattori di protezione includono l'uso combinato della pillola anticoncezionale (basse dosi di estrogeno e progesterone) e l'uso di un sistema anticoncezionale intrauterino.

## Biologia
Le lesioni EIN presentano tutti i comportamenti e caratteristiche di una lesione precancerosa.
Tabella I: Caratteristiche precancerose e evidenze in caso di EIN
| Caratteristica precancerosa                                                             | Evidenza EIN |
| --------------------------------------------------------------------------------------- | --- |
| Le lesioni precancerose differiscono dal tessuto normale                                | - EIN monoclonale sorgono dal campo normale policlonale. - Le mutazioni vengono acquisite in EIN                                                          |
| Le lesioni precancerose condividono alcune, ma non tutte, le caratteristiche del cancro | - Gerarchia del lignaggio canceroso EIN - EIN può condividere cambiamenti di PTEN, K-ras, MLH1 con il cancro. - Sia l'EIN che il cancro sono monoclonali. |
| Le lesioni precancerose aumentano il rischio di carcinoma                               | - Elevato tasso di cancro (39% nel primo anno dopo la diagnosi EIN) - La diagnosi di EIN aumenta il rischio di cancro in futuro di 45 volte.              |
| Le lesioni precancerose possono essere diagnosticate                                    | - Standard di riferimento morfometrico (punteggio D) per la diagnosi di EIN. - Diagnosi EIN soggettiva utilizzando specifici criteri.                     |
| Il cancro deve nascere dalle cellule all'interno della lesione precancerosa             | - Gerarchia del lignaggio EIN-cancro. - EIN può condividere cambiamenti di PTEN, K-ras, MLH1 con il cancro.                                               |

### I biomarcatori dell'EIN
Non esiste un singolo biomarcatore che permette la diagnosi di EIN. Il gene soppressore tumorale PTEN è frequentemente disattivato in caso di EIN, venendo stranamente spento in circa 2/3 di tutti i casi in cui si presentano lesioni EIN. Questo può essere verificato con speciali macchie di tessuto applicate a sezioni istologiche note come immunoistochimica PTEN, in cui la proteina PTEN marrone è vista come assente nelle ghiandole tubulari affollate che costituiscono una lesione EIN.

## Diagnosi
La diagnosi delle lesioni di EIN è di importanza clinica a causa dell'aumentato rischio di coesistenza (al 39% delle donne con EIN verrà diagnosticato un carcinoma entro un anno) o futuro (il rischio di cancro endometriale a lungo termine è 45 volte maggiore per una donna con EIN rispetto a una con solo un'istologia endometriale benigna) del cancro endometriale. Le distinzioni fondamentali nella diagnosi di EIN sono la separazione da condizioni benigne come l'iperplasia dell'endometrio benigno e il cancro. Lo spettro di possibili malattie che devono essere distinte dalle lesioni di EIN (Tabella II) comprende iperplasia endometriale benigna e carcinoma:
Tabella II: Classi di malattie che devono essere distinte da EIN.
| Classe                          | Topografia endometriale                   | Categoria funzionale       | Trattamento                      |
| ------------------------------- | ----------------------------------------- | -------------------------- | -------------------------------- |
| Iperplasia endometriale benigna | Diffusa                                   | Effetto ormone (estrogeno) | Terapia ormonale                 |
| EIN                             | Avanzamento focale a diffusione (clonale) | Precancerosa               | Terapia ormonale o chirurgica    |
| Adenocarcinoma endometriale     | Avanzamento focale a diffusione (clonale) | Cancro                     | Chirurgica (in base allo stadio) |

L'EIN può essere diagnosticato da un patologo esperto tramite l'esame delle sezioni tissutali dell'endometrio.